# Növényi Norbert (birkózó, 1957)
Növényi Norbert (eredetileg Nottny-Növényi Norbert; Budapest, 1957. május 15. –) olimpiai bajnok magyar birkózó, színész, pankrátor. 2018. május. 26-án, a „Dicsőség napja” elnevezésű rendezvényen mint pankrátor lépett a szorítóba. Ez volt a búcsúmérkőzése, ahol győztes lett.

## Sportolói karrierje
Édesapja, Növényi Norbert, birkózó és edző, az ötvenes évek elején profi pankrátor volt és Fehér Angyal néven járta Nyugat-Európát. Az ő hatására kezdett el sportolni
hároméves korában. Nevelőegyesülete a Budapesti Spartacus volt, majd 1975-1980 között az Újpesti Dózsa színeiben szerepelt. Innen visszaigazolt a Spartacusba, ahol 1984-ben fejezte be birkózó pályafutásának első szakaszát. A felnőtt mezőnyben 1977-ben tette le névjegyét, az országos bajnokságon szerzett bronzérmével. Világversenyen 1979-ben mutatkozott be – ahol a visszavonult Hegedűs Csabát kellett pótolnia. A bukaresti Európa-bajnokságon és a San Diegó-i világbajnokságon is csak a svéd Frank Andersson tudta megelőzni őt.
1980-ban a moszkvai olimpián az első három fordulóban ellenfeleit tussal győzte le, melyet újabb három győzelem követett és így megnyerte az olimpiai bajnokságot. 1981-ben a göteborgi Eb-n a hetedik helyen zárt, majd egy vírusfertőzés miatt a vb-n nem tudott elindulni. A következő évben a katowicei vb-n és a várnai Eb-n helyezetlenül végzett. 1983-ban visszaküzdötte magát súlycsoportjának elitjébe. A budapesti Eb-n 4. helyezett lett a vb-n pedig bronzérmet szerzett. A Magyarország által bojkottált Los Angeles-i olimpián nem volt lehetősége elindulni, majd 1985-ben befejezte birkózó pályafutásának első korszakát. 1985-től 1988-ig a Bp. Spartacus birkózóedzője volt. A sportolástól nem szakadt el, kickbox-versenyzőként tért vissza a küzdőtérre, ahol egy Eb- és vb-aranyat szerzett. 1992-ben újra birkózóként bukkant fel. Az FTC versenyzőjeként 100 kg-ban kiharcolta az olimpiai részvételt, ahol 7. helyezettként zárt. Az Európa-bajnokságon sérülés miatt nem indult. 2004-ben ismét visszatért birkózóként. Az országos bajnokságon két mérkőzés után visszalépett.
Pályafutása során birkózásban hét felnőtt bajnoki címet szerzett (1979-1984 90 kg, 1992 100 kg)
2009. január 17-én 51 évesen az MMA-ban megszerezte a WFCA nehézsúlyú világbajnoki övét.
2013 augusztusában, 56 évesen grapplingben lett világbajnok.
A Magyar Látássérültek és Mozgáskorlátozottak Sportszövetségéneknek elnökeként (2009–) és a Növényi Norbert Sportakadémia és Sport Egyesület keretei között sportmenedzserként és oktatóként tevékenykedik.

## Pankrátorként
2018. 05. 26-án, „Dicsőség napja” elnevezésű rendezvényen, mint pankrátor lépett a szorítóba a szintén küzdősportoló és profi MMA versenyző Makai Renátó “ellen“ egy pankráció show keretein belül. Ez volt a búcsúmérkőzése, ahol győztes lett.

„,,Annyit gyakoroltam és edzettem az összecsapásra, hogy azt hittem, majd lábra sem tudok állni. Az ízületek 61 évesen már nem úgy működnek, ahogy kellene. Szerencsére azonban bejöttek a dobások és a végén egy hátsó fojtással nyertem. A közönség is nagyon élvezte a pankrációt.
Azt hiszem, megmutattam, hogy mire vagyok képes még mindig, hasonló kihívást azonban már nem fogok elvállalni,,”

– Növényi Norbert

## Tanulmányai
- Autókarosszéria lakatos
- Gimnáziumi érettségi
- Vendéglátóipari képesítés
- Testnevelési Főiskola, birkózó szakedző (1986)
- GNM (Gór Nagy Mária) Színitanoda – színész
- Szent István Egyetem – EU agrárszakértő diploma
- Szerencsejáték RT, Játékszervező
- borértő ( Bolygó-Hollandi borértői képzés)

## Színészi karrierje
Színművészeti tanulmányokat a Gór Nagy Mária nevével fémjelzett színitanodában folytatott. Kisebb kabarészerepeket követően színházi- és filmszínészként is széles körben foglalkoztatta a szakma. Számos jelentősebb színdarabban, mozi- és tévéfilmben láthatóak alakításai, valamint a Sláger Rádió reggeli műsorának (Sláger Reggel) egyik vezetője.

## Színházi szerepei
- Molnár Ferenc: Liliom... (Liliom)
- Szurdi Miklós: Katonadolog... (Laktanya parancsnok)
- William Shakespeare: Ahogy tetszik
- Strindberg: Az apa... (Östermark doktor)
- Péterfy Gergely: A vadászgörény... (Dolfi)

## Filmszerepei
- Vörös zsaru (1988)
- Kisváros (1994-2001)
- Zimmer Feri (1998)
- TV a város szélén (1998)
- Az alkimista és a szűz (1999)
- Millenniumi mesék (2000)
- Komédiások (2000)
- Új faj (2001)
- Üvegtigris (2001)
- Kérnék egy kocsit (2001-2002)
- Magyar vándor (2004)
- Jóban Rosszban (2005-2007, 2012)
- Taxidermia (2005)
- Nem a Te napod (2006)
- Szeszélyes (2006-2007)
- Papírkutyák (2009)
- Zimmer Feri 2. (2010)
- Hacktion: Újratöltve (2013)
- Bűnök és szerelmek (2013)
- Lámpagyújtogatók (magyar sci-fi, 2015)
- Oltári történetek (2022)
- Doktor Balaton (2022)
- Gólkirályság (2023–)
- A mi kis falunk (2025)

## Könyvei
- Kódolt sport. Szakmai hitvallásom; Küzdőtér, Szálka, 2010
- Kódolt sport. Amit a sportról tudni kell; szerzői, Bp., 2014
- A Növényi; Scolar, Bp., 2016

## Családi élete
Édesapja idősebb Növényi Norbert egykori birkózó és edző. Korábbi házasságából született lánya, Xénia (1984), valamint fia, Norbert (1999). 2009 novemberében született harmadik gyermeke, Nándor Noel.

## Díjai, elismerései
- Az év magyar birkózója (1980)

Hatszoros kötöttfogású birkózó magyar bajnok:
- 1979. Bukarest, EB 2. helyezett 90 kg-ban (kötöttfogás)
- 1979. San Diego, VB 2. helyezett 90 kg-ban (kötöttfogás)
- 1980. Moszkva, Olimpia 1. helyezett 90 kg-ban (kötöttfogás)
- 1983. Budapest, EB IV. helyezett 90 kg-ban (kötöttfogás)
- 1983. Kiev, VB III. helyezett 90 kg-ban (kötöttfogás)
- 1983. Budapest, Csapat Világkupa I. helyezett 90 kg-ban (kötöttfogás)
- 1984. Budapest,Szocialista Országok Olimpiája (barátság versenyek) II. helyezett 90 kg-ban (kötöttfogás)
- 1985. Tokió, Világkupa, I. helyezett 100 kg-ban (kötöttfogás)
- 1992, Barcelona,Olimpia,VII. helyezett 100 kg-ban (kötöttfogás)
- 1986. Párizs, Kick-Boksz, EB, I. helyezett (nehézsúly full contact)
- 1987. München, Kick-Boksz VB I. helyezett (nehézsúly full contact)
- 1987. Budapest, Kick-Boksz Világkupa I. helyezett (nehézsúly full contact)
- 2009. Budapest, K1-MMA VB I. helyezett (nehézsúly)